# Nadia Podoroska
Nadia Podoroska, née le 10 février 1997 à Rosario, est une joueuse de tennis argentine (d'origine ukrainienne), professionnelle depuis 2011.

## Carrière professionnelle
Évoluant principalement sur le Circuit ITF, elle y a remporté 14 titres en simple et 7 en double.
En 2017, elle remporte son premier titre en double sur le circuit WTA à Bogota.
Le 30 juin 2018, elle remporte son huitième titre ITF en battant en finale la Française Myrtille Georges lors de l'Open Engie de Périgueux.
En 2020, elle se qualifie pour le tableau principal de Roland-Garros et crée la surprise en atteignant les demi-finales après avoir éliminé la 5e mondiale Elina Svitolina en quarts.
Début février 2023, elle accède à sa première finale en catégorie WTA 125 en éliminant à Cali la tête de série numéro une Réka Luca Jani (6-0, 6-2), la Française Carole Monnet (4-6, 6-3, 6-1), la Mexicaine Fernanda Contreras Gómez (6-3, 6-3) et la 350ème mondiale qui joue dans son pays, Emiliana Arango (6-4, 6-1). Elle s'impose en finale face à sa compatriote Paula Ormaechea (6-4, 6-2).

### Vie privée
Ouvertement lesbienne, elle est en couple avec la joueuse de tennis Guillermina Naya (en).

## Palmarès

### Titre en double dames
| No | Date       | Nom et lieu du tournoi       | Catégorie | Dotation  | Surface      | Partenaire          | Finalistes                         | Score     |          |
| -- | ---------- | ---------------------------- | --------- | --------- | ------------ | ------------------- | ---------------------------------- | --------- | -------- |
| 1  | 10-04-2017 | Claro Open Colsanitas Bogota | Intern'l  | 250 000 $ | Terre (ext.) | Beatriz Haddad Maia | Verónica Cepede Royg Magda Linette | 6-3, 7-64 | Parcours |

### Finale en double dames
| No | Date       | Nom et lieu du tournoi       | Catégorie | Dotation  | Surface      | Vainqueures                        | Partenaire           | Score    |          |
| -- | ---------- | ---------------------------- | --------- | --------- | ------------ | ---------------------------------- | -------------------- | -------- | -------- |
| 1  | 09-04-2018 | Claro Open Colsanitas Bogota | Intern'l  | 250 000 $ | Terre (ext.) | Dalila Jakupović Irina Khromacheva | Mariana Duque Mariño | 6-3, 6-4 | Parcours |

### Titres en simple en WTA 125
| No | Date       | Nom et lieu du tournoi               | Catégorie | Dotation  | Surface      | Finaliste       | Score         |          |
| -- | ---------- | ------------------------------------ | --------- | --------- | ------------ | --------------- | ------------- | -------- |
| 1  | 30-01-2023 | Copa Oster, Cali                     | WTA 125   | 115 000 $ | Terre (ext.) | Paula Ormaechea | 6-4, 6-2      | Parcours |
| 2  | 25-03-2024 | San Luis Potosí 125, San Luis Potosí | WTA 125   | 115 000 $ | Terre (ext.) | Francesca Jones | 6-1, 6-2      | Parcours |
| 3  | 12-08-2024 | Barranquilla Open, Barranquilla      | WTA 125   | 115 000 $ | Dur (ext.)   | Tatjana Maria   | 6-2, 1-6, 6-3 | Parcours |

### Finale en double en WTA 125
| No | Date       | Nom et lieu du tournoi       | Catégorie | Dotation    | Surface      | Vainqueures                   | Partenaire             | Score    |          |
| -- | ---------- | ---------------------------- | --------- | ----------- | ------------ | ----------------------------- | ---------------------- | -------- | -------- |
| 1  | 29-08-2020 | TK Sparta Prague Open Prague | WTA 125   | 3 125 000 $ | Terre (ext.) | Lidziya Marozava Andreea Mitu | Giulia Gatto-Monticone | 6-4, 6-4 | Parcours |

## Parcours en Grand Chelem

### En simple dames
| Année | Open d'Australie | Open d'Australie     | Internationaux de France | Internationaux de France | Wimbledon       | Wimbledon           | US Open         | US Open          |
| ----- | ---------------- | -------------------- | ------------------------ | ------------------------ | --------------- | ------------------- | --------------- | ---------------- |
| 2016  | —                | —                    | —                        | —                        | —               | —                   | 1er tour (1/64) | Annika Beck      |
| 2017  | Q1               | Elizaveta Kulichkova | Q1                       | Markéta Vondroušová      | Q1              | M. Larcher de Brito | —               | —                |
|       |                  |                      |                          |                          |                 |                     |                 |                  |
| 2019  | Q2               | Antonia Lottner      | —                        | —                        | —               | —                   | —               | —                |
| 2020  | —                | —                    | 1/2 finale               | Iga Świątek              | Annulé          | Annulé              | —               | —                |
| 2021  | 2e tour (1/32)   | Donna Vekić          | 1er tour (1/64)          | Belinda Bencic           | 2e tour (1/32)  | Tereza Martincová   | 1er tour (1/64) | Greet Minnen     |
| 2022  | —                | —                    | —                        | —                        | Q2              | Jaimee Fourlis      | 1er tour (1/64) | A.K. Schmiedlová |
| 2023  | 2e tour (1/32)   | Victoria Azarenka    | 2e tour (1/32)           | Karolína Muchová         | 2e tour (1/32)  | Victoria Azarenka   | 1er tour (1/64) | Zheng Qinwen     |
| 2024  | 2e tour (1/32)   | Amanda Anisimova     | 1er tour (1/64)          | Victoria Azarenka        | 1er tour (1/64) | Dayana Yastremska   | 1er tour (1/64) | Diana Shnaider   |
| 2025  | 1er tour (1/64)  | Karolína Muchová     |                          |                          |                 |                     |                 |                  |

N.B. : à droite du résultat se trouve le nom de l'ultime adversaire.

### En double dames
| Année | Open d'Australie                                                                   | Open d'Australie                                                                 | Internationaux de France                                                                   | Internationaux de France                                                                  | Wimbledon                                                                                | Wimbledon | US Open                                                                           | US Open |
| ----- | ---------------------------------------------------------------------------------- | -------------------------------------------------------------------------------- | ------------------------------------------------------------------------------------------ | ----------------------------------------------------------------------------------------- | ---------------------------------------------------------------------------------------- | --------- | --------------------------------------------------------------------------------- | ------- |
| 2021  | 1er tour (1/32) I.C. Begu \|\| style="text-align:left;" \| D. Jurak N. Stojanović  | 1/2 finale I.C. Begu \|\| style="text-align:left;" \| B. Mattek-Sands I. Świątek | 1er tour (1/32) L. Arruabarrena \|\| style="text-align:left;" \| S. Santamaria T. Zidanšek | 1er tour (1/32) C. Garcia \|\| style="text-align:left;" \| I.C. Begu A. Mitu              |                                                                                          |           |                                                                                   |         |
| 2022  | —                                                                                  | —                                                                                | —                                                                                          | —                                                                                         | —                                                                                        | —         | 2e tour (1/16) M. Sherif \|\| style="text-align:left;" \| C. Garcia K. Mladenovic |         |
| 2023  | 1er tour (1/32) M. Sherif \|\| style="text-align:left;" \| A. Muhammad T. Townsend | —                                                                                | —                                                                                          | 1er tour (1/32) M. Niculescu \|\| style="text-align:left;" \| V. Hrunčáková T. Mihalíková | 1er tour (1/32) M. Sherif \|\| style="text-align:left;" \| N. Melichar-Martinez E. Perez |           |                                                                                   |         |
| 2024  | —                                                                                  | —                                                                                | 1er tour (1/32) I.C. Begu \|\| style="text-align:left;" \| N. Hibino K. Kawa               | 1er tour (1/32) A. Moratelli \|\| style="text-align:left;" \| M. Kato Zhang S.            | —                                                                                        | —         |                                                                                   |         |

N.B. : le nom de la partenaire se trouve sous le résultat ; les noms des ultimes adversaires se trouvent à droite.

## Parcours en WTA 1000
Les tournois WTA « Premier Mandatory » et « Premier 5 » (entre 2009 et 2020) et WTA 1000 (à partir de 2021) constituent les catégories d'épreuves les plus prestigieuses, après les quatre levées du Grand Chelem. 

De 2009 à 2023, les tournois Premier Mandatory (dits tournois WTA 1000 obligatoires entre 2021 et 2023) regroupent Indian Wells, Miami, Madrid et Pékin, les autres constituant les tournois Premier 5 (tournois WTA 1000 non-obligatoires). À partir de 2024, le nombre de tournois WTA 1000 passe à 10 par saison (fin de l’alternance Doha / Dubaï), ces derniers devenant tous obligatoires et offrant tous 1000 points à la vainqueure (contre 900 points précédemment pour les tournois Premier 5).

### En simple dames
| Année |       |                |       |                            |                               |                              |                                   |                              |                            |                         |  |        |
| Doha  | Dubaï | Indian Wells   | Miami | Madrid                     | Rome                          | Canada                       | Cincinnati                        | Pékin                        |                            | Wuhan                   |  |        |
| Doha  | Dubaï | Indian Wells   | Miami | Madrid                     | Rome                          | Canada                       | Cincinnati                        | Pékin                        | Guadalajara                |                         |  |        |
| Doha  | Dubaï | Indian Wells   | Miami | Madrid                     | Rome                          | Canada                       | Cincinnati                        | Pékin                        |                            |                         |  |        |
| 2021  |       | Hors catégorie |       |                            | 2e tour (1/32) E. Alexandrova |                              | 3e tour (1/8) P. Martić           | 2e tour (1/16) C. Giorgi     | 1re tour (1/32) E. Mertens | Annulé                  |  | Annulé |
|       |       |                |       |                            |                               |                              |                                   |                              |                            |                         |  |        |
| 2023  |       | Hors catégorie |       |                            |                               | 1er tour (1/64) L. Siegemund | 1er tour (1/64) S. Stephens       |                              |                            |                         |  |        |
| 2024  |       |                |       | 3e tour (1/16) A. Potapova | 2e tour (1/32) C. Gauff       | 2e tour (1/32) E. Navarro    | 1er tour (1/64) S. Sorribes Tormo | 1er tour (1/32) Ka. Plíšková |                            | 3e tour (1/16) Zheng Q. |  |        |

Sous le résultat, l’ultime adversaire.
1. 1 2   Les tournois de Doha et Dubaï alternent le statut de tournoi WTA 1000 (ex Premier 5) entre 2009 et 2023 : les trois premières éditions ont lieu à Dubaï, les trois suivantes à Doha, puis Dubaï accueille le tournoi de cette catégorie les années impaires et Dubaï les années paires. De 2011 à 2023, la ville qui n’accueille pas de WTA 1000 organise à la place un tournoi WTA 500 (ex Premier).
2. 1 2 3 4 5 6 7   L’ordre de déroulement des tournois a évolué depuis 2009 : Rome se dispute avant Madrid et Cincinnati avant Montréal/Toronto jusqu’en 2010, tandis que Tokyo/Wuhan/Guadalajara ont lieu avant Pékin jusqu’en 2023.
3. 1 2  Du fait de la pandémie de Covid-19, les tournois d’Indian Wells, de Miami, de Madrid, du Canada, de Wuhan et de Pékin sont annulés en 2020. Ces deux derniers le sont également en 2021. Pour des raisons d’organisation, le tournoi de Cincinnati 2020 a exceptionnellement lieu à Flushing Meadows à New York.

## Parcours aux Jeux olympiques

### En simple dames
| # | Date       | Nom de l'olympiade         | Surface             | Résultat        | Ultime adversaire | Score     |          |
| - | ---------- | -------------------------- | ------------------- | --------------- | ----------------- | --------- | -------- |
| 1 | 31/07/2021 | Olympic Tennis Event Tokyo | Dur (ext.)          | 1/8e de finale  | Paula Badosa      | 6-2, 6-3  | Parcours |
| 2 | 27/07/2024 | Olympic Tennis Event Paris | Terre battue (ext.) | 1er tour (1/32) | Diane Parry       | 7-66, 7-5 | Parcours |

### En double dames
| # | Date       | Nom de l'olympiade         | Surface             | Résultat      | Partenaire  | Ultimes adversaires                | Score    |          |
| - | ---------- | -------------------------- | ------------------- | ------------- | ----------- | ---------------------------------- | -------- | -------- |
| 1 | 31/07/2024 | Olympic Tennis Event Paris | Terre battue (ext.) | 2e tour (1/8) | María Carlé | Cristina Bucșa Sara Sorribes Tormo | 6-3, 6-4 | Parcours |

### En double mixte
| # | Date       | Nom de l'olympiade         | Surface             | Résultat       | Partenaire       | Ultimes adversaires       | Score             |          |
| - | ---------- | -------------------------- | ------------------- | -------------- | ---------------- | ------------------------- | ----------------- | -------- |
| 1 | 31/07/2021 | Olympic Tennis Event Tokyo | Dur (ext.)          | 1er tour (1/8) | Horacio Zeballos | Ashleigh Barty John Peers | 6-1, 7-63         | Parcours |
| 2 | 27/07/2024 | Olympic Tennis Event Paris | Terre battue (ext.) | 1er tour (1/8) | Máximo González  | Coco Gauff Taylor Fritz   | 6-1, 66-7, [10-5] | Parcours |

## Classements WTA en fin de saison
| Année          | 2012 | 2013 | 2014 | 2015 | 2016 | 2017 | 2018 | 2019 | 2020 | 2021 | 2022 | 2023 | 2024 |
| Rang en simple | 658  | 732  | 371  | 336  | 191  | 314  | 320  | 252  | 47   | 83   | 204  | 78   | 80   |
| Rang en double | –    | –    | 637  | 584  | 307  | 117  | 202  | 416  | 287  | 68   | 461  | 253  | 362  |

Source : (en) Classements de Nadia Podoroska sur le site officiel de la Fédération internationale de tennis

## Victoires sur le top 10
| Légende      |
| Grand Chelem |
| WTA 1000     |
| WTA 500      |
| WTA 250      |
| Fed Cup      |

| # |        |  | Tournoi       | Année | Surface      |  | Adversaire      | Rang | Tour | Score          | Tableau |
| - | ------ |  | ------------- | ----- | ------------ |  | --------------- | ---- | ---- | -------------- | ------- |
| 1 | no 131 |  | Roland-Garros | 2020  | Terre        |  | Elina Svitolina | no 5 | 1/4  | 6-2, 6-4       | Tableau |
| 2 | no 47  |  | Melbourne     | 2021  | Dur          |  | Petra Kvitová   | no 9 | 1/8  | 5-7, 6-1, 7-67 | Tableau |
| 3 | no 44  |  | Rome          | 2021  | Terre battue |  | Serena Williams | no 8 | 1/32 | 7-66, 7-5      | Tableau |